# Федорович Валерія Геннадіївна
Валерія Геннадіївна Федорович (рос. Валерия Геннадьевна Федорович; нар. 12 серпня 1992, Кстово, Нижегородська область, Росія) — російська акторка театру і кіно. Найбільшу популярність здобула завдяки ролям Катерини Вікторовни в телесеріалі «Кухня» і Наташі в телесеріалі «Вижити Після».

## Життєпис
Валерія Федорович народилася 12 серпня 1992 року в Кстово. У дитинстві займалася музикою і танцями. У вісім років переїхала з батьками жити в Москву, де і мешкає до тепер.
Закінчила ВТУ ім. М. С. Щепкіна (курс Римми Гаврилівної Солнцевої).
Дебютувала в російсько-американському трилері 2013 року «Таємниця перевалу Дятлова». В цьому ж році Валерія знялася в телесеріалі «Вижити Після» на телеканалі «СТС».
У 2014 зіграла роль дочки шеф-кухаря в третьому сезоні успішного серіалу «Кухня».

### «Кухня»
Валерія з'явилася у серіалі «Кухня» в першій серії 3 сезону, коли Нагієв сказав шеф-повару ресторану (персонаж Дмитра Назарова) знайти співробітника для роботи з молекулярною кухнею.
Шеф тоді забракував всіх, хто прийшов на співбесіду (в тому числі й свою екранну доньку, героїню Валерії Федорович — Катю).
Пізніше йому все-таки довелося прийняти Катю на кухню: Нагієв привів її, розповівши, що та навчалася в Парижі, в кулінарній академії та похвалив її страви.
Спочатку героїні Валерії Федорович на кухні доводилося нелегко: Шеф навіть пообіцяв заплатити кожному з офіціантів, якщо ті зможуть вмовити гостей не замовляти молекулярні страви.
Однак з часом колектив прийняв Катю, у неї з'явилися друзі на кухні, а з Максом Лавровим навіть зав'язався роман.

## Театральні праці
Навчальний Театр
- 2012 — «Будівельник Сольнес» — Фру Сольнес;
- 2012 — «Пильний вартовий» — Господиня;

Будинок Висоцького на Таганці
- 2013 — «Зойчина квартира» — Манюшка Алла;

## Фільмографія
- 2013 — «Таємниця перевалу Дятлова» — Аля в молодості
- 2013 — «Вижити Після» — Наташа
- 2014 — «Кухня» — Катя (Катерина Вікторівна Семенова)
- 2014 — «Прощай, кохана!» — епізод, хостес в ресторані
- 2014 — «Віолетта з Атаманівки» — Надя, дочка Віолетти
- 2014 — «Все повернеться» — Наталя Корсунова
- 2015 — «На дальній заставі» — Лєна Мягкова
- 2016 — «Вічна відпустка» — Олександра Кравцова
- 2017 — «Кухня. Остання битва» — Катя (Катерина Вікторівна Семенова)
- 2017 — «Високі підбори» (у виробництві)
- 2019 — «Форт Буаяр (телегра)» - учасниця команди

## Особисте життя
Батько Валерії Федорович — військовий, полковник запасу, мати — інженер у галузі будівництва.
Чоловік Валерії — актор Театру Романа Віктюка Максим Онищенко. З майбутнім чоловіком Максимом Онищенко Валерія Федорович познайомилася ще на першому курсі театрального вузу, а зустрічатися молоді актори почали на четвертому курсі. У 2013 році Валерія Федорович та Максим Онищенко побралися. Згодом Максим та Валерія розлучилися. В травні 2018 розповіла про те що в лютому 2018 народила сина.